# Pieve di Corsignano
La Pieve di Corsignano ou église Saint-Vital-et-Saint-Modeste (Pieve dei Santi Vito e Modesto en italien) est une église romane située sur le territoire de la commune italienne de  Pienza, en Toscane.

## Localisation
L'église ne se situe pas dans la ville de Pienza mais extra muros, au sud-est de l'agglomération sur le lieu-dit de Corsignano, le village origine de la commune avant le projet du pape Pie II, né en ce lieu, de construire une ville idéale de la Renaissance en 1452.

## Architecture

### Le clocher
Le campanile situé à l'angle nord-ouest de la façade occidentale, est plus ancien que la façade elle-même.
Édifié en pierre de taille assemblée en appareil irrégulier, il est orné de pilastres peu saillants et est percé au dernier niveau d'une série de baies en plein cintre.

### La façade occidentale
La façade occidentale, édifiée en pierre de taille assemblée en grand appareil, est ornée d'un portail légèrement saillant présentant une remarquable décoration. 
Ce portail est constitué d'une porte encadrée de deux pilastres ornées de motifs végétaux qui supportent un linteau sculpté d'un bas-relief archaïque et un tympan bordé d'une frise de motifs végétaux. De part et d'autre de ces pilastres, on trouve deux colonnes au décor torsadé couronnées de chapiteaux à palmettes supportant un arc orné d'une double frise de dents de scie.
Au-dessus du portail, la façade est percée de deux fenêtres géminées séparés non par une colonne mais par une statue représentant une figure féminine.

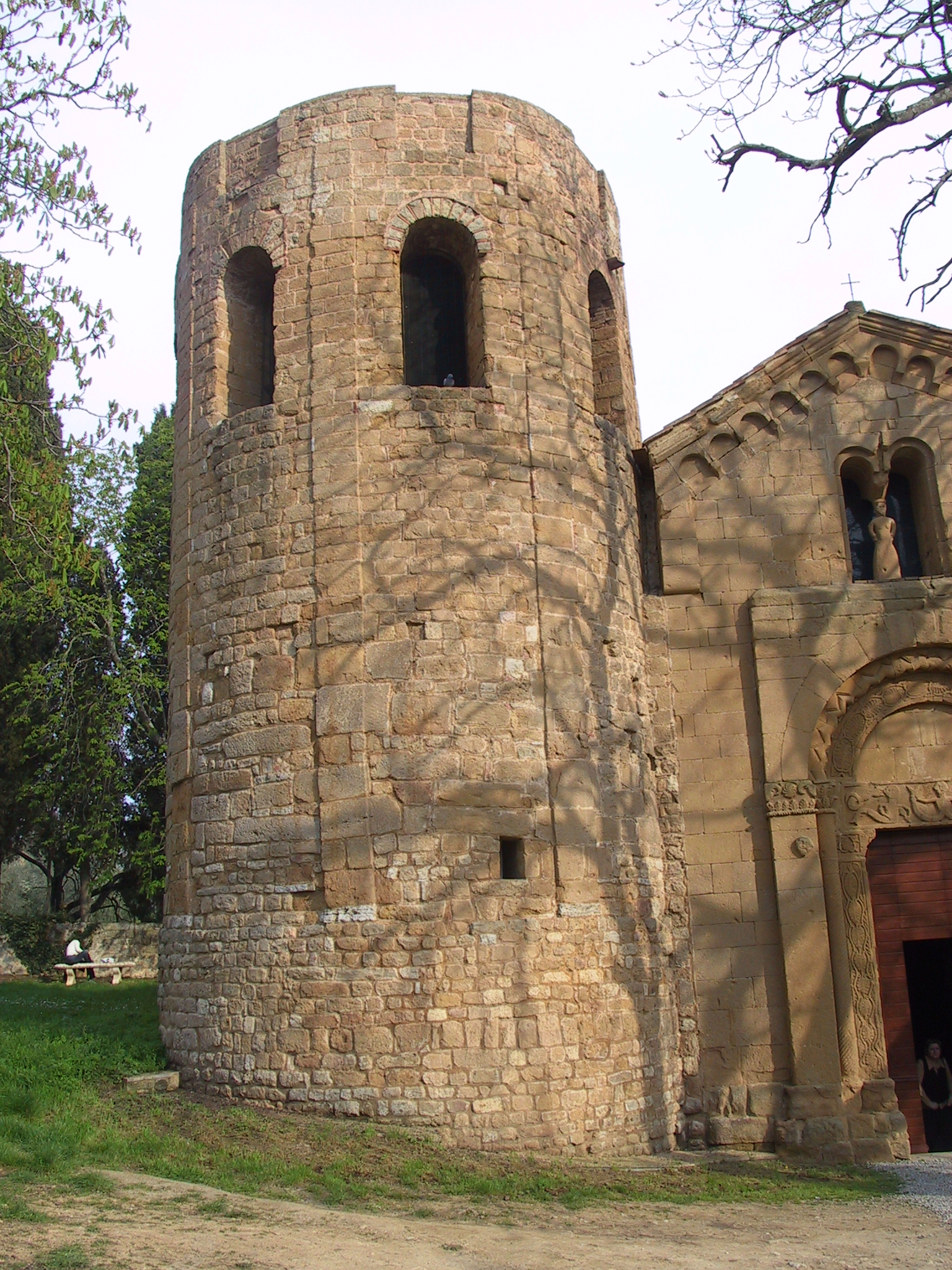
Le campanile.
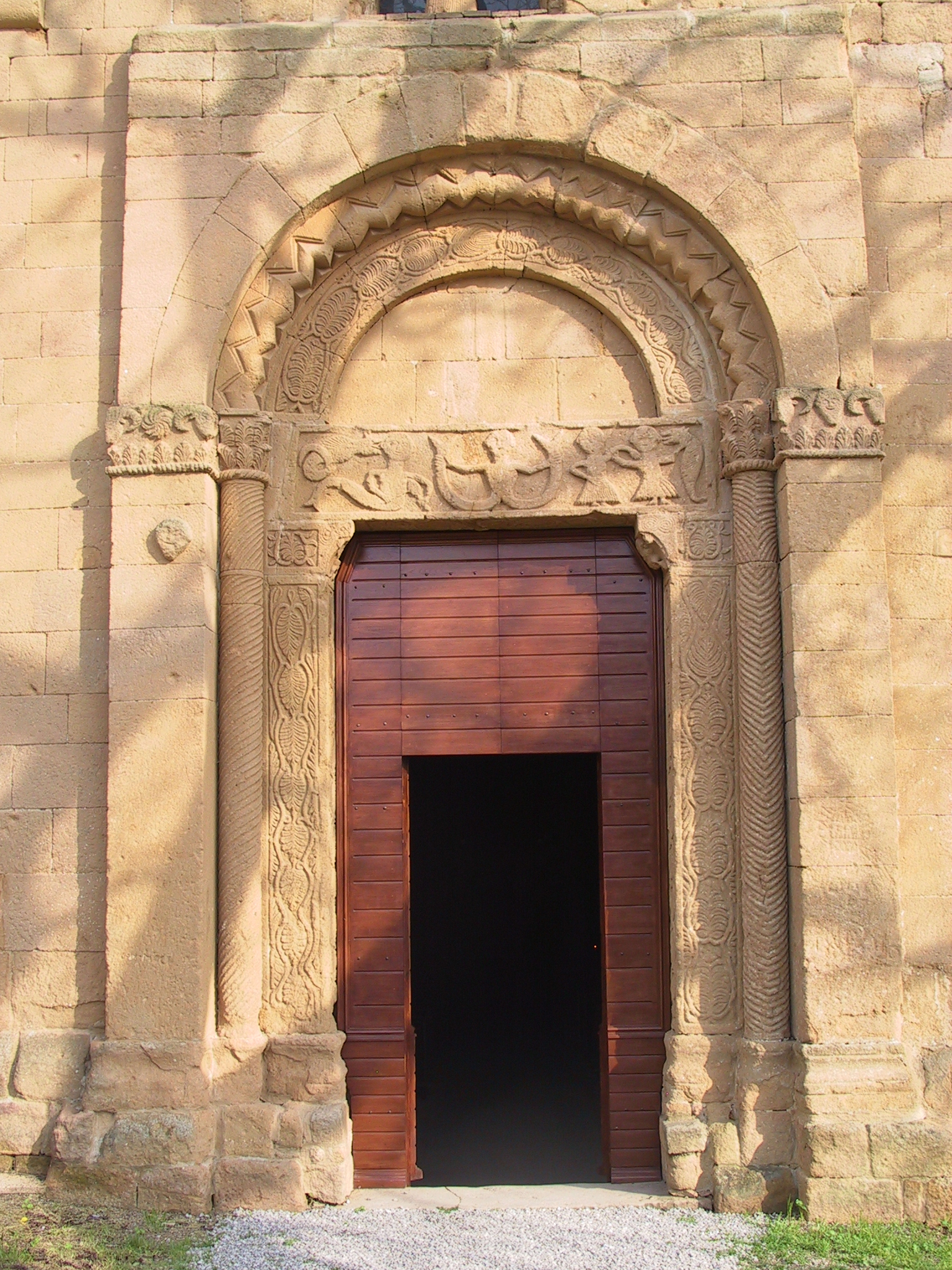
Le portail occidental.
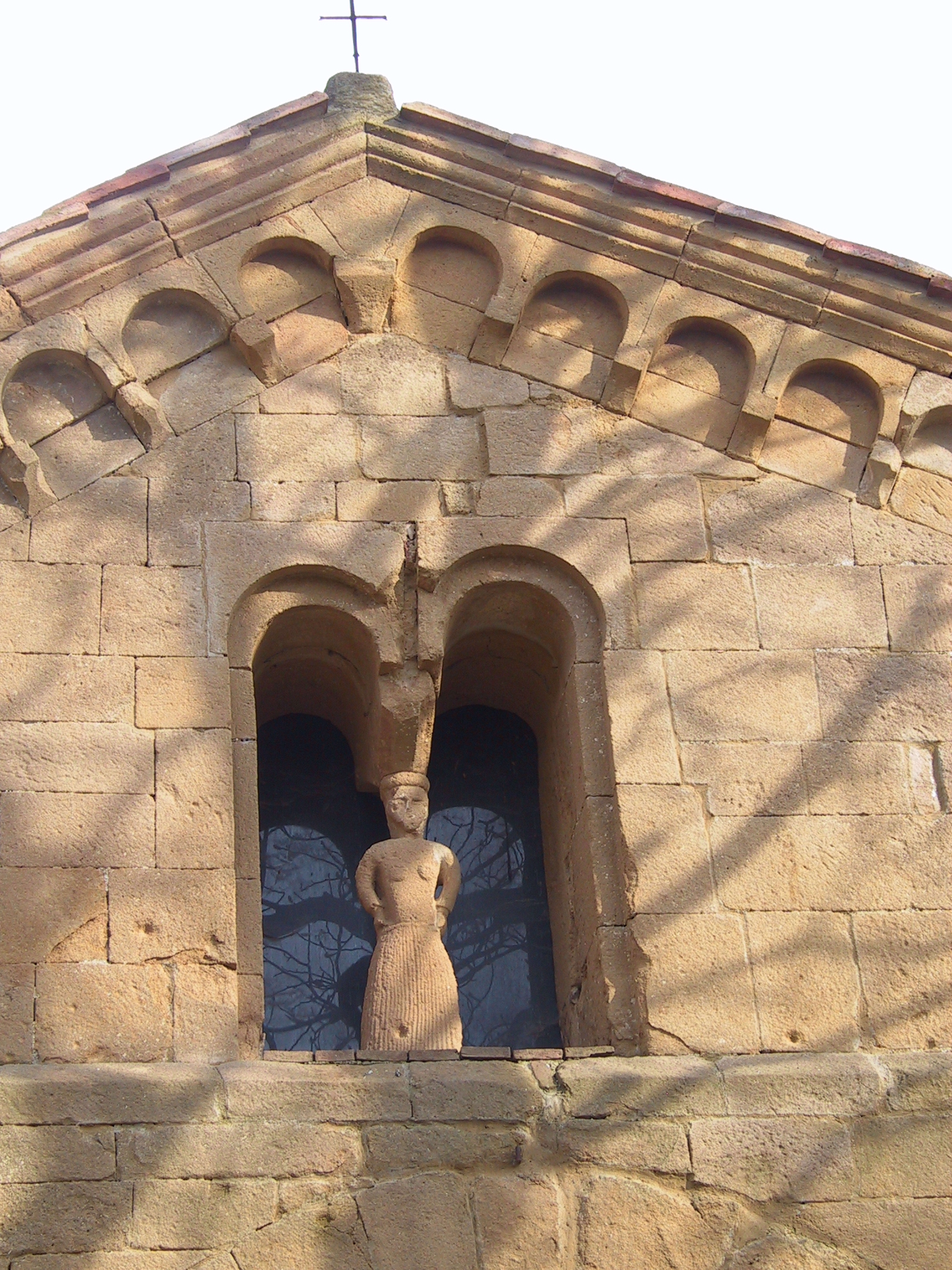
Les baies géminées.
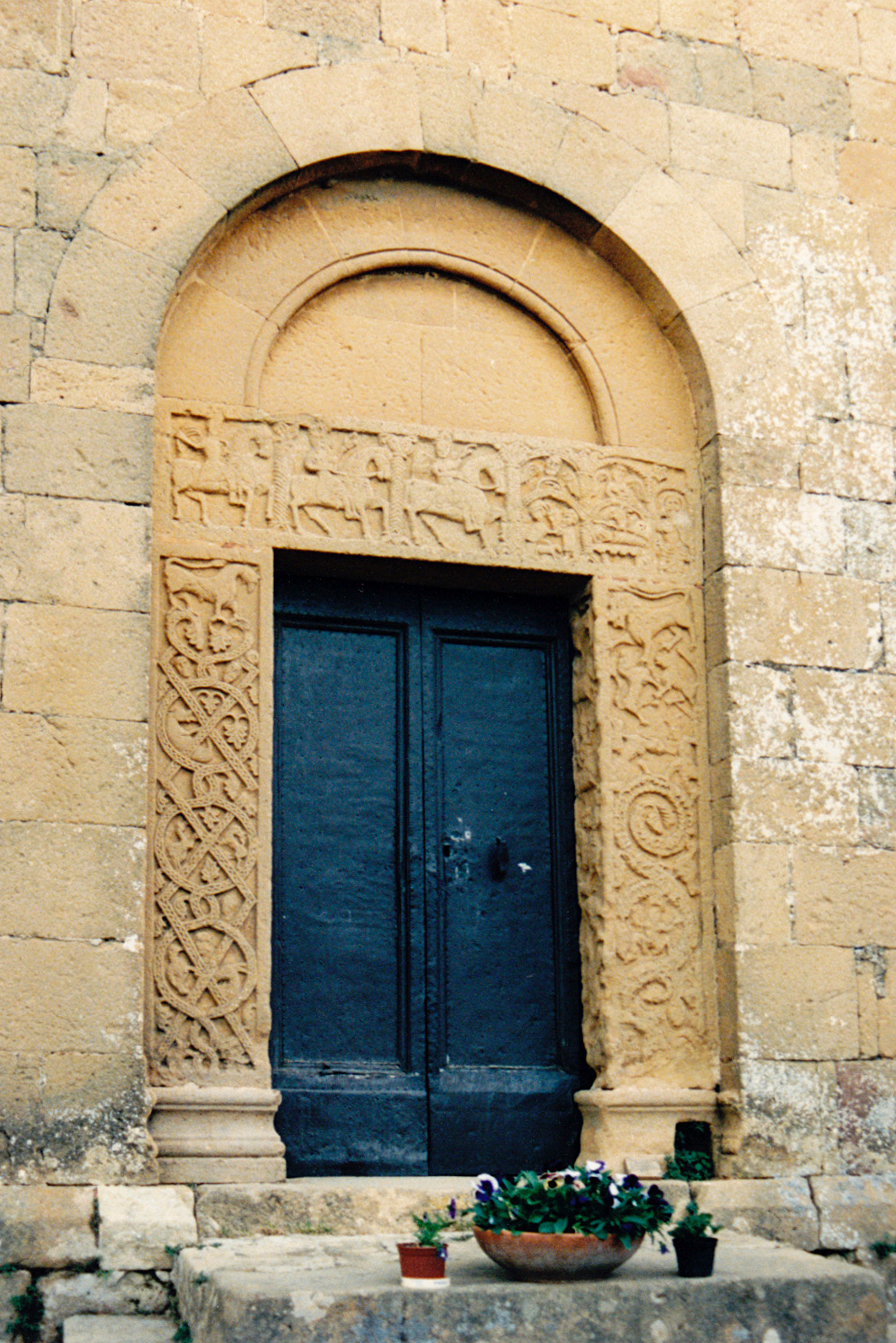
Le portail méridional.

### La façade méridionale
La façade méridionale présente un deuxième portail richement orné : sur son linteau sont représentés le Voyage des mages et la Nativité.

### L'intérieur

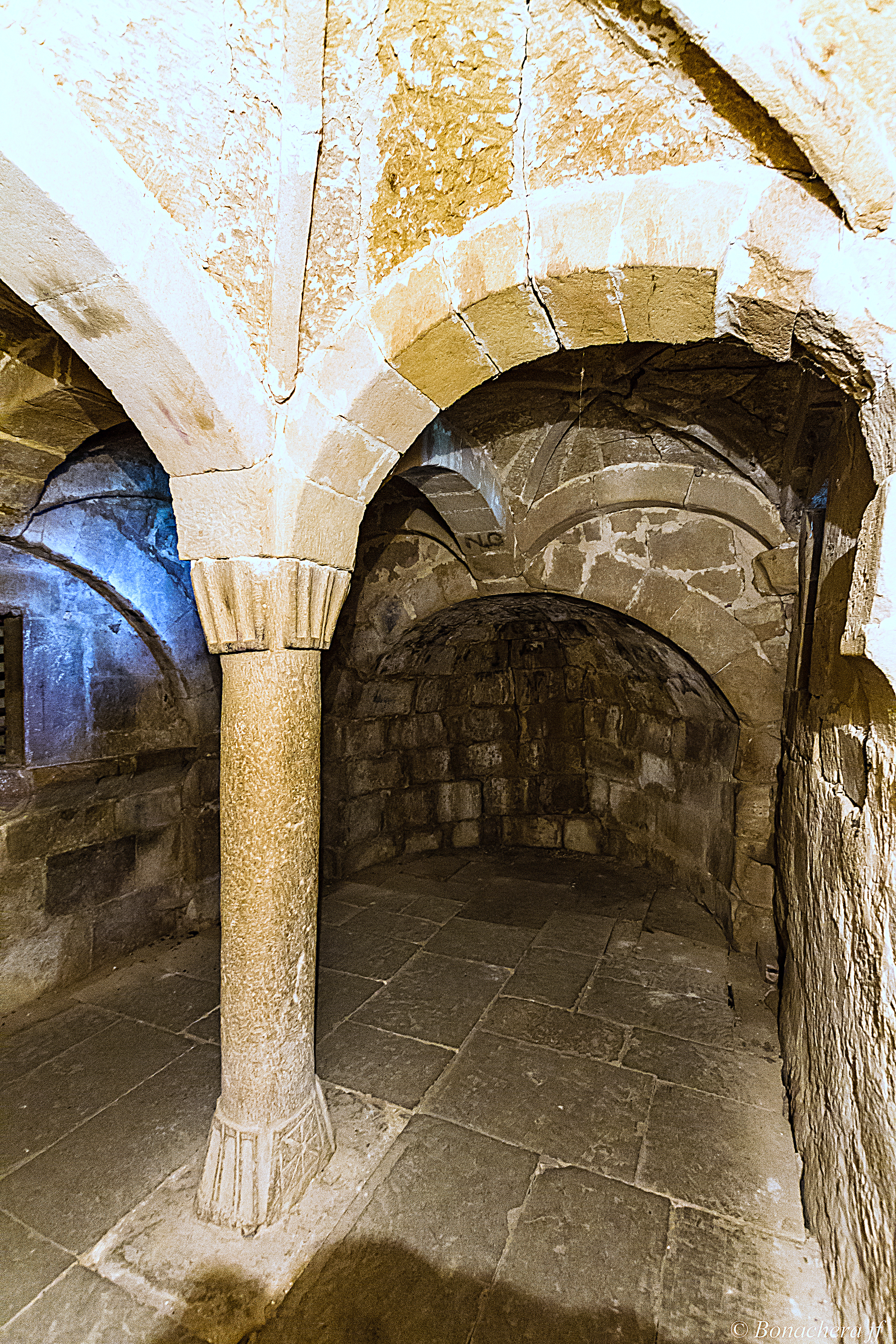
La crypte.

L'intérieur, recouvert d'une toiture en bois, est constitué d'une nef centrale et de deux collatéraux séparés par des piles carrées. Située proche des  fonts baptismaux, l'épigraphie latine Hic duo Pontifices sacred baptismatis undas, Patruus accepit, et Pius inde Nepos, rappelle que la pieve fut le lieu de baptême du pape Pie II et de son neveu Pie III.
Au fond de l'église, une lumière s'allume automatiquement, et vous convie à descendre à l’intérieur d'une crypte.

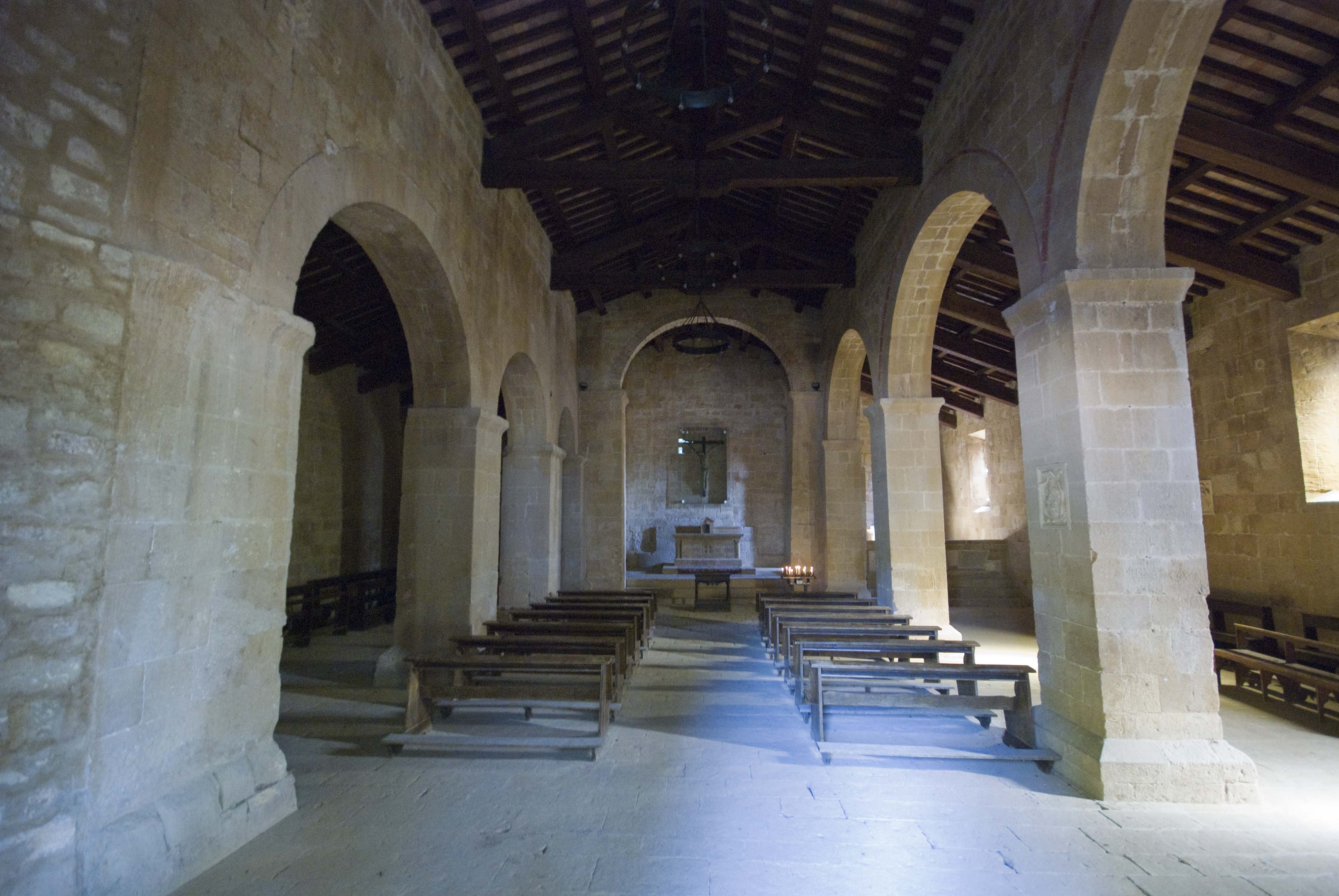
L'intérieur.

## Sources
- (it) Cet article est partiellement ou en totalité issu de l’article de Wikipédia en italien intitulé « Pieve dei Santi Vito e Modesto a Corsignano » (voir la liste des auteurs).